# Famille de Bourdoncle de Saint-Salvy
La famille de Bourdoncle de Saint-Salvy, anciennement Bourdoncle ou Bourdonclé, est une famille subsistante d'ancienne bourgeoisie française originaire du département du Tarn. Elle compte parmi ses membres des magistrats sous l'Ancien Régime et des officiers dont plusieurs officiers généraux.

## Histoire

Le département du Tarn.

La famille de Bourdoncle de Saint-Salvy est originaire du Languedoc et plus précisément du comté de Castres.
Sous l'Ancien Régime elle a occupé des fonctions judiciaires sur quatre générations successives. D'abord juge à Lautrec puis juge royal en chef de la ville et comté de Castres durant deux générations et enfin lieutenant-criminel (magistrat chargé des affaires  criminelles) de la sénéchaussée de Castres.
Gustave Chaix d'Est-Ange rapporte que la famille de Bourdoncle de Saint-Salvy n'a pas fait l'objet d'une reconnaissance de noblesse lors des grandes recherches sous le règne du roi Louis XIV, qu'elle s'est agrégée à la noblesse au cours du XVIIIe siècle, et qu'elle n'est pas titrée.
Philippe du Puy de Clinchamps écrit qu'à l'origine le nom de cette famille s'écrivait Bourdonclé, qu'au début du XVIIe siècle elle appartenait à la grande bourgeoisie des environs de Castres, qu'elle fut proche de l'agrégation à la noblesse mais n'y parvint cependant pas.
Pierre-Marie Dioudonnat, dans  Le simili-nobiliaire français, écrit : « Très ancienne famille bourgeoise du Languedoc (environ de Castres). Issue de Pierre, juge de Lautrec. Proche de la noblesse à la fin de l'ancien régime (vote noble en 1789 pour Pierrre, lieutenant criminel)...».
Régis Valette ne mentionne pas cette famille dans son ouvrage Catalogue de la noblesse française subsistante.
Le château de Saint-Salvy se trouve sur la commune de Fiac, entre Lavaur et Graulhet.

## Filiation
Pour la période de l'Ancien Régime cette généalogie est issue des travaux de Gustave Chaix d'Est-Ange.
- Pierre Bourdoncle, seigneur de Saint-Salvy, juge à Lautrec dans la première moitié du XVIIe siècle.
  - Pol Bourdoncle, seigneur de Saint-Salvy, nommé en 1667 conseiller du roi, juge royal en chef de la ville et comté de Castres. Il épouse Françoise Gontier de Saint-Juéry.
    - Pierre Bourdoncle, seigneur de Saint-Salvy, juge royal en chef de la ville et comté de Castres, il épouse en 1672 Anne de Galaup.
      - Paul de Bourdoncle de Saint-Salvy (1681-1742) épouse Thérèse de Bermond de Laussarié
        - Pierre-Joseph de Bourdoncle de Saint-Salvy (1720-1803), nommé en 1752 lieutenant-criminel de la sénéchaussée de Castres, il épouse en 1754 Louise Barbara de Labelotterie de Boisséson, il prend part en 1789 aux assemblées de la noblesse tenues à Castres
          - Paul de Bourdoncle de Saint-Salvy (1760-1829) épouse Justine de Rives.
            - Paul François Marie Isidore de Bourdoncle de Saint-Salvy (Béziers, le 10 février 1795 - ), capitaine de cavalerie. Le 1er décembre 1835 à Montpellier, c Louise Paule Marie Palmyre de Julien de Montaulieu.
              - Ludovic Marie Pierre Adolphe de Bourdoncle de Saint-Salvy (Toulouse, 6 mai 1839 - Lourdes, 3 avril 1904), zouave pontifical. Il épouse à Toulouse le 18 avril 1865,  Marie Henriette Cécile de Foucaud et d'Aure.
                - Henri Marie Octave Joseph de Bourdoncle de Saint-Salvy (Toulouse, 9 mars 1872 - Albi, 5 juin 1961), capitaine de vaisseau, maire de Lavaur (Tarn) de 1941 à 1945[5]. Il épouse le 2 octobre 1900 à Brest, Renée Wilhemine Saget de la Jonchère.
                  - Christian de Bourdoncle de Saint-Salvy (1901-1973)[6], directeur adjoint du Service national des statistiques de 1941 à 1943. Il épouse Marie Jeanne Renée Agnès du Cauzé de Nazelle[7].
                    - Pierre Louis Christian de Bourdoncle de Saint-Salvy (1934-1958), sous-lieutenant durant la guerre d'Algérie[8].
                    - Arnaud de Bourdoncle de Saint-Salvy (1938-2017)[9], maire de Survilliers (1983-2008)[10], docteur en médecine. Il épouse Edith Le Pelley du Manoir[7].

                  - Olivier de Bourdoncle de Saint-Salvy (1905-1989)[11], général, maire de Bonnée de 1971 à 1989. Il épouse Anne-Marie Desrousseaux de Vandières[7].
                    - Jacques de Bourdoncle de Saint-Salvy (1930-2016)[12], capitaine de frégate[13], chevalier de l'ordre du Mérite, croix de guerre des TOE[14]. Il épouse Jeanne de Cardevac d'Havrincourt[15].
                      - Anne-François de Bourdoncle de Saint-Salvy (1954), ingénieur diplômé de l'École navale (promotion 1973)[16], vice-amiral d'escadre, commandant du porte-avions Foch durant la guerre du Kosovo de 1997 à 1999, préfet maritime de Brest de 2008 à 2011, commandeur de la Légion d'honneur, officier de l'ordre national du Mérite et commandeur de l'ordre du Mérite maritime[13].
                      - Bruno de Bourdoncle de Saint-Salvy (1955), général de corps d'armée, commandant des forces armées en zone sud de l'océan indien[17]. Il épouse en 1980, Sabine Gouraud-Voisin [15].

                    - Alain de Bourdoncle de Saint-Salvy (1934-2016)[18], général, adjoint au maire de Bonnée de 1996 à 2014, officier de la Légion d'honneur et commandeur de l'ordre national du Mérite[19]. Il épouse Françoise de la Rocque de Séverac[7].

## Alliances
Les principales alliances de la famille de Bourdoncle de Saint-Salvy sont,, : Gontier de Saint-Juéry (XVIIe siècle), de Galaup (1672), Barbara de Labelotterie de Boisséson (1754), de Rives, Julien de Montaulieu (1835), de Foucaud d'Aure (1865), de Lourde de Martignac, Saget de La Jonchère (1900), Boissonnet (1908), de Gorostarzu, du Cauzé de Nazelle (1933), Desrousseaux de Vandières, de Cardevac d'Havrincourt (1953), Gouraud-Voisin (1980), de La Rocque de Séverac, de Viry, Le Pelley du Manoir, du Manoir de Juaye, de Comminges, de Tonnac-Villeneuve, Maistre.

## Armes
| Blason de la famille de Bourdoncle de Saint-Salvy | Les armoiries de la famille de Bourdoncle de Saint-Salvy sont : Écartelé aux 1 et 4 de sinople à un pélican d'or piquant son sein ensanglanté de sa piété d'argent, posé sur un panier de sable, au chef cousu de gueules chargé d'un bourdon d'argent et d'une clé d'or passés en sautoir et accompagnés en chef d'une étoile d'argent accostée de deux mouchures d'hermines ; aux 2 et 3 palé et contrepalé d'argent et de sable. |

Timbre : couronne de comte (titre non régulier)
Supports : deux lions rampants

## Postérité
- Plaque de souvenir à la bibliothèque de Survilliers au nom d'Arnaud de Saint-Salvy, maire de Survilliers de 1983 à 2008[20].